# The Pit (1914)
The Pit is een Amerikaanse dramafilm uit 1914 onder regie van Maurice Tourneur. Het scenario is gebaseerd op de gelijknamige roman uit 1902 van de Amerikaanse auteur Frank Norris.

## Verhaal
De jonge zakenman Jadwin wordt in de wereld van de graanspeculatie geïntroduceerd door de beursmakelaar Cressler. Tijdens een opvoering van Faust wordt hij verliefd op Laura, de geliefde van de kunstenaar Corthell. Hij maakt Laura het hof en overtuigt haar om met hem te trouwen. Na de bruiloft heeft Jadwin al gauw alleen nog tijd voor zaken. Laura wil ervandoor gaan met Corthell. Als Jadwin bankroet gaat, besluit ze haar man terzijde te staan om hem te troosten.

## Rolverdeling
| Acteur          | Personage             |
| --------------- | --------------------- |
| Chester Barnett | Landry                |
| J. Gunnis Davis | Bediende van Crookes  |
| Hattie Delaro   | Mevrouw Cressler      |
| Alec B. Francis | Cressler              |
| George Ingleton | Butler van Jadwin     |
| Gail Kane       | Laura                 |
| Wilton Lackaye  | Jadwin                |
| Jessie Lewis    | Page                  |
| W.A. Orlemond   | Bediende van Cressler |
| Edward Roseman  | Crookes               |
| Milton Sills    | Corthell              |
| Bert Starkey    | Scannell              |
| Julia Stuart    | Tante Wess            |
| Simeon Wiltsie  | Hargus                |